# Хоккайдо-синкансэн
Хоккайдо-синкансэн (яп. 北海道新幹線) — синкансэн-линия высокоскоростных железных дорог в Японии, между Аомори (остров Хонсю) и Хоккайдо (остров Хоккайдо) через тоннель Сэйкан. Строительство началось в мае 2005 года, участок от Син-Аомори до Син-Хакодате-Хокуто открылся 26 марта 2016 года . Есть долгосрочные планы продлить линию до станции Саппоро. Линия находится под управлением Hokkaido Railway Company (JR Hokkaido). На всех 4 станциях синкансэна уставлены автоматические платформенные ворота.
Тохоку и Хоккайдо-синкансэн рассчитывают, что будут осуществлять перевозки со скоростью до 360 км/ч. Предположительное время поездки из Токио в Саппоро объявлено как 3 ч. 57 мин.
В настоящее время движение в тоннеле Сэйкан используется двойная колея, одновременно со стандартной и узкой колеёй.
В начале 1970-х годов, были предложены два других Синкансэн маршрута для Хоккайдо: Саппоро — Асахикава и Осямамбе — Саппоро (Южный маршрут). Существовали дальнейшие планы соединиться с Кусиро и Вакканаем. Но планы были отложены на неопределённый срок.

## Станции

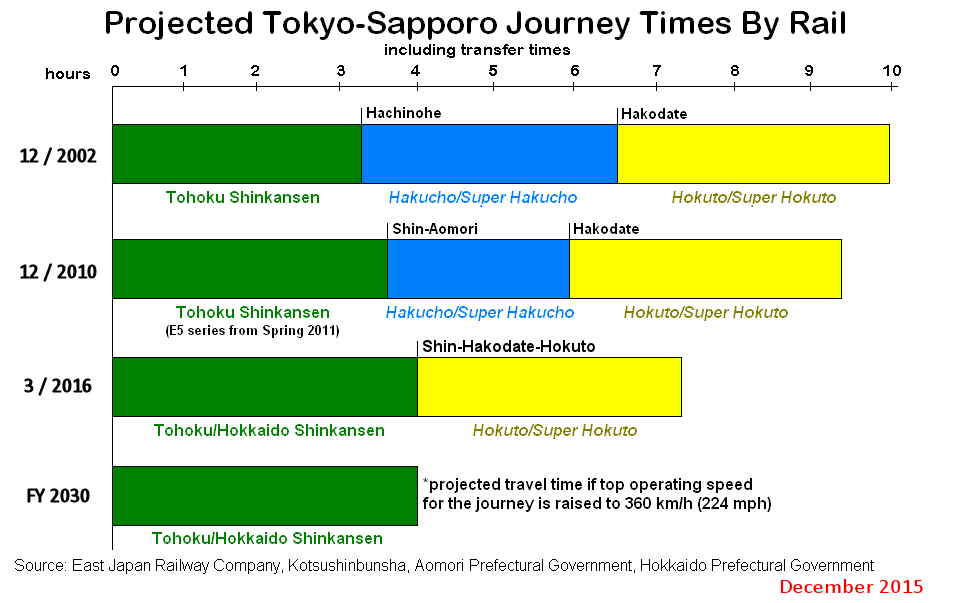
Диаграмма, показывающая предположительное время поездки между Токио и Саппоро

| Станция                            | Японское название                  | Расстояние (км)                    | Пересадка                                                                    | Местоположение                     | Местоположение                     |
| Участок, открытый 26.03.2016 года. | Участок, открытый 26.03.2016 года. | Участок, открытый 26.03.2016 года. | Участок, открытый 26.03.2016 года.                                           | Участок, открытый 26.03.2016 года. | Участок, открытый 26.03.2016 года. |
| ---------------------------------- | ---------------------------------- | ---------------------------------- | ---------------------------------------------------------------------------- | ---------------------------------- | ---------------------------------- |
| Син-Аомори                         | 新青森                             | 0                                  | Главная линия Оу, Тохоку-синкансэн                                           | Аомори                             | префектура Аомори                  |
| Окуцугару-Имабецу                  | 奥津軽いまべつ                     | 38,5                               | Линия Цугару (Цугару-Футамата)                                               | Имабецу                            | префектура Аомори                  |
| Тоннель Сэйкан                     |                                    |                                    |                                                                              |                                    |                                    |
| Киконай                            | 木古内                             | 113,3                              | Линия Донан-Исариби                                                          | Киконай                            | префектура Хоккайдо                |
| Син-Хакодате-Хокуто                | 新函館北斗                         | 148,9                              | Главная линия Хакодате                                                       | Хокуто                             | префектура Хоккайдо                |
| Планируется                        |                                    |                                    |                                                                              |                                    |                                    |
| Син-Хакодате-Хокуто                | 新函館北斗                         | 148,9                              |                                                                              | Хокуто                             | префектура Хоккайдо                |
| Син-Якумо                          | 新八雲                             | 203,0                              |                                                                              | Якумо                              | префектура Хоккайдо                |
| Осямамбе                           | 長万部                             | 236,1                              | Главная линия Хакодате, Главная линия Муроран                                | Осяманбе                           | префектура Хоккайдо                |
| Куттян                             | 倶知安                             | 290,2                              | Главная линия Хакодате                                                       | Куттян                             | префектура Хоккайдо                |
| Син-Отару                          | 新小樽                             | 328,2                              |                                                                              | Отару                              | префектура Хоккайдо                |
| Саппоро                            | 札幌                               | 360,2                              | Линия Титосэ, Главная линия Хакодате, Линия Сассё, Линия Намбоку, Линия Тохо | Саппоро                            | префектура Хоккайдо                |

1. 1 2  Предварительное имя